# Rottweiler (película)
Rottweiler  es una película española dirigida por  Brian Yuzna en 2004, protagonizada por Irene Montalà, Paulina Gálvez, Lluís Homar, Paul Naschy y William Miller. Está basada en la novela El perro de Alberto Vázquez-Figueroa de 1989.

## Sinopsis
Dante es un hombre desesperado que escapa de un campo de prisioneros y emprende una huida a través de una tierra inhóspita para encontrar a Ula, su amada. Durante su carrera hacia la libertad por un paisaje desolador y terrorífico en el que no hay amigos, refugio ni tregua, es perseguido por Rott, un rottweiler venido de entre los muertos, una criatura con fauces de acero y sed de sangre cuyo único objetivo es acabar con todo lo que haya a su alrededor. Un duelo entre la bestia y el hombre, entre el cazador y la presa.

## Contexto
Antonio Isasi-Isasmendi adaptó El perro en una película de 1977 con el mismo título.
La crítica y el público fueron negativas para esta cinta, realizada para la Fantastic Factory (la división de Filmax dedicada al terror).